# Rugby féminin Dijon Bourgogne
Actualités
Le Rugby féminin Dijon Bourgogne est un club féminin français de rugby à XV basé à Dijon (Côte-d'Or). Son équipe sénior évolue actuellement en Élite 2.

## Histoire
L'équipe est née lors de la saison sportive 2001-2002, grâce à un noyau d'universitaires désireuses d'essayer cette nouvelle activité. Les résultats ne se font pas attendre : elles deviennent Championnes de France de 3e division en 2002-2003, en battant Nantes. Elles accèdent ainsi à la 2e division où elles échouent en demi-finale face aux Niçoises, futures championnes.
Le Rugby féminin Dijon Bourgogne remporte le titre de Championnes de France de 2e division en 2005, décroché face à Bobigny puis le titre de Championnes de France de 1re division Elite B en 2008 qui lui permet d'atteindre le sommet du rugby féminin : le Top 10, regroupant les 10 meilleurs clubs français.
Le RFDB les Gazelles est devenu autonome à l'issue du titre de la 2e division. Séparée de son homologue masculin, le Stade dijonnais, le club a réussi en moins de 6 compétitions à gravir toutes les marches et obtenir une reconnaissance. Elles réussissent à se maintenir en 1re division jusqu'en 2011 puis redescendent en Fédérale 1.
Durant la saison 2011-2012, les cadettes ont remporté tous leurs matchs des phases de brassage du Championnat à XII mais ont échoué contre le CD 93 en quart de finale tandis que les séniors se maintiennent en Fédérale 1.
La saison 2012-2013 est marqué par deux grands évènements. Le club a accueilli le Tournoi des Six Nations féminin le 15 mars pour les rencontres France-Ecosse en séniors et France-Angleterre en moins de 20. Il a également accueilli les demi-finales de la Coupe de France à sept le 2 juin. Les Gazelles ayant remporté tous leurs matchs, elle participent à l'étape finale les 15 et 16 juin à Châteauroux.
Descendues en Fédérale 2, les dijonnaises parviennent à revenir en Fédérale 1 en 2017.
Alors que la saison 2019-2020 est interrompue puis annulée par la pandémie de Covid-19 en France,, le système de promotion entre divisions mis en place par la Fédération permet au RF Dijon Bourgogne d'accéder à l'Élite 2 pour la saison à venir.

## Identité visuelle

Évolution du logo
Logo jusqu'en 2021.
Logo depuis 2021.

## Palmarès
- 2007-2008 : Championnes de France d'Élite 2 Armelle-Auclair

## Joueuses internationales
- Clotilde Flaugère, formée au club de 2004 à 2009

## Liste des entraîneurs seniors
- Yves Domy Et Didier Couette (2011-2012)
- Didier Couette, Thomas Kohler et Thomas Carminati (2012-2014)
- Didier Couette, Thomas Carminati et Jordan Gaudiller (2014-2015)
- Didier Couette, Jordan Gaudiller et Francois Paul Courtiol  (2015-2016)
- Jordan Gaudiller, Didier Couette et Francois Paul Courtiol (2016-2017)
- Jordan Gaudiller, Didier Couette et Jean Christophe Genot (2018-2019)
- Eliott Moreau, Simon Descaillot et Corinne Devroute (2021-2022)
- Eliott Moreau, Simon Descaillot et Clémence Saussé (2022-2023)